# Psilacron
Psilacron is een geslacht van vlinders van de familie tandvlinders (Notodontidae).

## Soorten
- P. agcistrum Dyar, 1908
- P. aphretesa Dyar, 1913
- P. arthuri Schaus, 1911
- P. cincia Druce, 1911
- P. congalla Schaus, 1928
- P. chacoma Draudt, 1932
- P. discolor Schaus, 1911
- P. divisa Rothschild, 1917
- P. eugraphica Dyar, 1919
- P. gordiana Schaus, 1928
- P. hidalgoa Dyar, 1917
- P. luteovirens Felder, 1874
- P. macarisma Dyar, 1915
- P. maculosa Dognin, 1910
- P. mechanica Dognin, 1892
- P. melita Druce, 1911

- P. monostigma Dyar, 1919
- P. panchuya Schaus, 1937
- P. plagimargo Dyar, 1908
- P. puruha Thiaucourt, 1981
- P. pylos Druce
- P. roberti Schaus, 1901
- P. sericeus Rothschild, 1917